# Day (langue)
Pour les articles homonymes, voir Day.
Le day est une langue nigéro-congolaise de la branche des langues adamaoua-oubanguiennes parlée au Tchad, dans les sous-préfectures de Moïssala et de Koumra.

## Classification
Le day fait partie des langues bua. Ce groupe est rattaché aux langues adamaoua, elles-mêmes classées dans la branche adamaoua-oubanguienne des langues nigéro-congolaises.

## Phonologie

### Une langue tonale
Le day est une langue tonale qui possède trois tons, haut moyen et bas.

## Sources
- Pierre Nougayrol, « Éléments de phonologie du day de Bouna », dans Jean-Pierre Caprile, Études phonologiques tchadiennes, Paris, SELAF, 1977, 213–231 p. (ISBN 2-85297-019-8)